# Rotinoff Super Atlantic
Der Rotinoff Super Atlantic ist ein 6×4-Schlepper des britischen Herstellers Rotinoff Motors.
Die Schweizer Armee beschaffte 1958 zehn Fahrzeuge, dazu Tiefbettanhänger der Scheuerle Fahrzeugfabrik mit einer Nutzlast-Tragfähigkeit von je 50 Tonnen. Diese wurden für den Transport der Panzer 55/57 Centurion Mk. 5 und Mk. 7 verwendet. Damit erreichte das Gesamtgewicht des Lastzugs 104 Tonnen.
Der Rotinoff Super Atlantic verfügt über einen Treibstoffvorrat von 580 Litern in zwei Tanks. Nebst den drei Plätzen in der Kabine sind aussen zwei Stehplätze für die Verkehrsregelung vorhanden. Ein Fahrzeug befindet sich heute im Schweizerischen Militärmuseum Full sowie bei der Stiftung HAM in Burgdorf.